# Lucas Henrique Mazetti
Lucas Henrique Mazetti (* 2. Februar 2001 in Londrina) ist ein brasilianischer Fußballspieler.

## Karriere
Lucas Henrique Mazetti erlernte das Fußballspielen in den Jugendmannschaften von Coritiba FC und Internacional Porto Alegre. Bei Internacional unterschrieb er 2020 auch seinen ersten Profivertrag. Der Verein aus Porto Alegre spielte in der ersten brasilianischen Liga, der Série A. Sein Debüt in der Série A gab er am 26. Februar 2021 (38. Spieltag) im Heimspiel gegen Corinthians São Paulo. Hier wurde er in der 79. Minute für Heitor eingewechselt. Das Spiel endete 0:0.